# WCT Finals 1974
Il WCT Finals 1974 è stato un torneo di tennis giocato sul sintetico indoor. È stata la 4ª edizione del torneo, che fa parte del World Championship Tennis 1974. Il torneo si è giocato al Moody Coliseum di Dallas negli Stati Uniti dall'8 al 12 maggio 1974.

## Campioni

### Singolare maschile
John Newcombe ha battuto in finale  Björn Borg con il punteggio di 4–6, 6–3, 6–3, 6–2